# مرغ مگس خال‌ریز

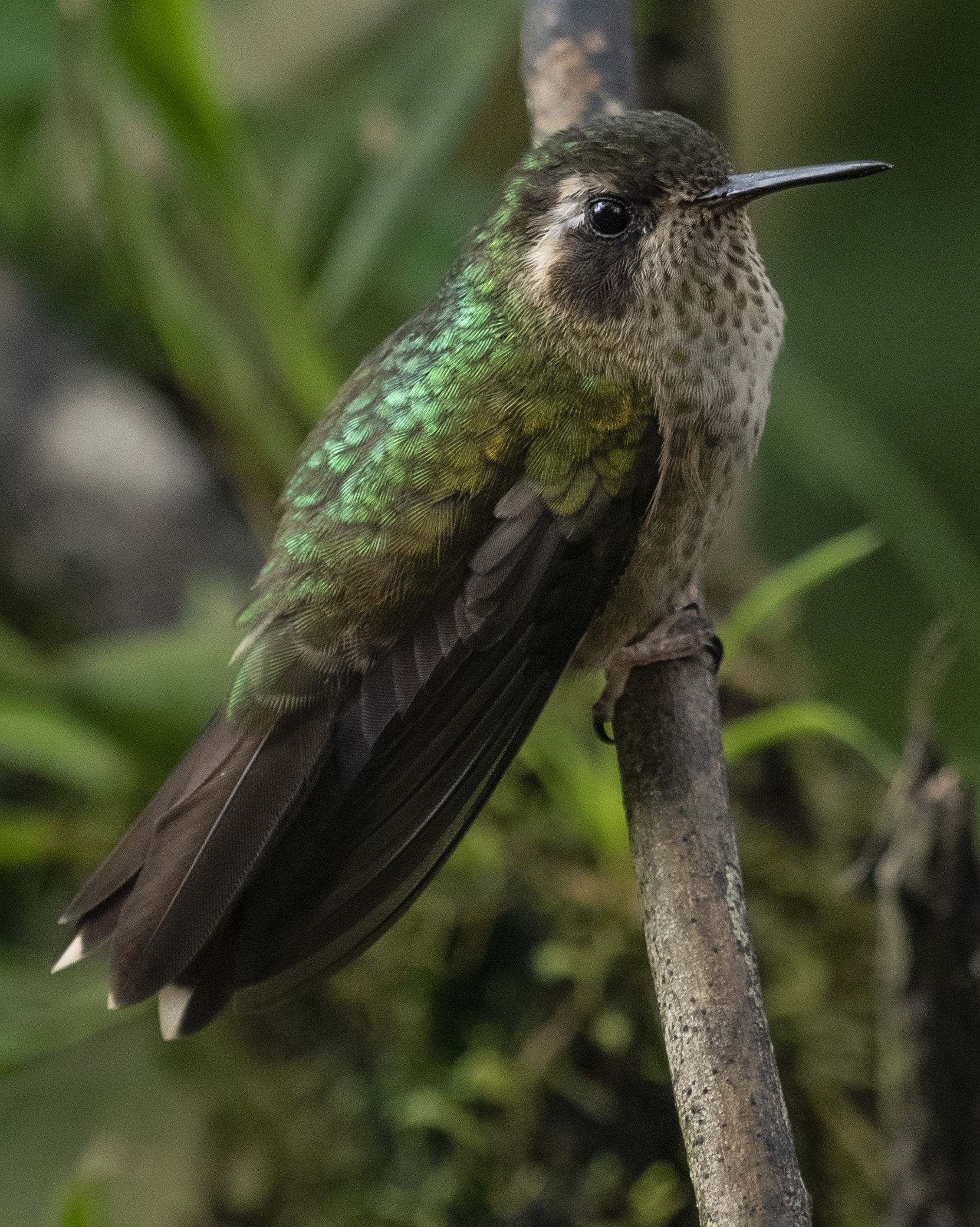
مگس‌مرغ خال‌ریز در منطقه حفاظت‌شده جنگل ابری Bellavista، اکوادور

مرغ مگس خال‌ریز (نام علمی: Adelomyia melanogenys)، یک گونه ای از مرغ‌های مگس و تنها عضو سردهٔ Adelomyia است. این گونه ساکن نوگرمسیری در جنگل ابری کوهستانی در ارتفاعات ۱٬۰۰۰–۲٬۵۰۰ متر و محدود به رشته‌کوه‌های آند آرژانتین، بولیوی، پرو، اکوادور، کلمبیا و ونزوئلا و همچنین برخی جنگل‌های کوهستانی منزوی در غرب اکوادور و ونزوئلا است. در اکوادور، دامنه‌های شرقی و غربی آند را در بر می‌گیرد و دامنه ارتفاعی گسترده‌ای از جنگل‌های نیمه‌گرمسیری (۱۴۰۰ متر) تا جنگل‌های ابری (۳۰۰۰ متر) را اشغال می‌کند. علاوه بر این، یک جمعیت جداافتاده در Chongón Colonche cordillera در جنگل همیشه‌سبز کوهستانی ساحلی (۶۰۰ متر) و ۱۳۰ کیلومتر دورتر از آند است.

## ویژگی‌ها
مرغ مگس خال‌ریز یک گونهٔ تک‌ریخت است که باعث می‌شود ماده‌ها و نرها قابل تشخیص نیستند. اندازه بالغان تقریباً ۸ سانتی‌متر یا ۳ اینچ (از نوک تا لبهٔ دم) است. پرهای روتنه سبز/برنزی براق است. سطح زیرتنه رنگ‌پریده، با خال‌های ریز سبز و برنزی است. دارای یک لکه سیاه روی گونه در زیر چشمش با یک نوار سفید در بالا است.